# Szolnoki MÁV FC
Szolnoki MÁV FC is een Hongaarse voetbalclub uit Szolnok.

## Geschiedenis
De club werd op 11 mei 1910 opgericht vanuit de Hongaarse staatsspoorwegmaatschappij MÁV en speelt haar thuiswedstrijden in het Tiszaligeti Stadion dat plaatst biedt aan 3.437 toeschouwers. Szolnoki speelde sinds 1938 in totaal negen seizoenen op het hoogste niveau waarin het in het seizoen 1941/42 met een derde plaats de hoogste notering behaalde. In 1941 werd de Hongaarse beker gewonnen. De club werd in 2010 kampioen in de Nemzeti Bajnokság II Oost en promoveerde naar de Magyar Labdarúgó Liga, waar de club laatste werd. Sindsdien is de club wisselend actief in de NB II en de NB III.

## Eindklasseringen vanaf 1996
| 1 |

| 6 |

| 17 |

| 9 |

| 8 |

| 4 |

| 3 |

| 9 |

| 15 |

| 6 |

| 2 |

| 4 |

| 2 |

| 6 |

| 1 |

| 16 |

| 2 |

| 6 |

| 12 |

| 6 |

| 13 |

| 10 |

| 18 |

| 1 |

| 16 |

| 9 |

| 18 |

| 12 |

| 5 |

| 15 |

| NB I | NB II | NB III |